# Gagnac (Aveyron)
Pour les articles homonymes, voir Gagnac.
Gagnac est une ancienne commune française de l'Aveyron, qui a existé jusque dans les années 1820. En 1836, elle a été supprimée et rattachée à Gaillac.

## Démographie
| 1793 | 1800 | 1806 | 1821 |
| ---- | ---- | ---- | ---- |
| 284  | 283  | ?    | -    |